# Sołoncy (Buriacja)
Sołoncy (ros. Солонцы) – wieś w Rosji, w Buriacji, w rejonie tarbagatajskim. W 2010 liczyła 642 mieszkańców.